# Dolneni
Dolneni (en macédonien : Долнени) est une municipalité du centre de la Macédoine du Nord. Elle comptait 13 126 habitants en 2021 et couvre 412,43 km2. Elle possède le monastère de Zrze, l'un des plus beaux du pays, réputé notamment pour ses fresques.
Son territoire est limitrophe de ceux des communes de Prilep, Krivogachtani, Krouchevo et Makedonski Brod. Elle compte plusieurs villages : Dolneni, où se trouve le siège administratif, Belo Polé, Braïlovo, Vrantché, Gorno Selo, Gostirajni, Dabyani, Debrechté, Desovo, Dolgaets, Drenovtsi, Doupyatchani, Jabyani, Jitoché, Zabrtchani, Zapoljani, Zrze, Kostintsi, Kochino, Koutlechevo, Lajani, Lokveni, Malo Mramorani, Margari, Nebregovo, Novoselani, Pechtalevo, Rilevo, Ropotovo, Sarandinovo, Sekirtsi, Senokos, Sleptché, Slivyé, Sredorek, Stroviya et Tsrnilichté.

## Administration
La municipalité est administrée par un conseil élu au suffrage universel tous les quatre ans. Ce conseil adopte les plans d'urbanisme, accorde les permis de construire, il planifie le développement économique local, protège l'environnement, prend des initiatives culturelles et supervise l'enseignement primaire. Le conseil compte 14 membres.
Le pouvoir exécutif est détenu par le maire, lui aussi élu au suffrage universel. Depuis 2009, le maire de Dolneni est Abdul Bajramoski, né en 1967.

## Démographie
Lors du recensement de 2002, la municipalité comptait :
- Macédoniens : 5 014 (35,90 %)
- Albanais :  3 616 (26,65 %)
- Turcs : 2 597 (19,14 %)
- Bosniaques : 2 370 (17,54 %)
- Serbes : 16 (0,12 %)
- Roms : 11 (0,10 %)
- Autres : 75 (0,55 %)